# Cyclichthys hardenbergi
Cyclichthys hardenbergi är en fiskart som först beskrevs av De Beaufort 1939.  Cyclichthys hardenbergi ingår i släktet Cyclichthys och familjen piggsvinsfiskar. Inga underarter finns listade i Catalogue of Life.